# 马里亚诺波利
马里亚诺波利（義大利語：Marianopoli），是意大利卡尔塔尼塞塔省的一个市镇。总面积12平方公里，人口2075人，人口密度172.9人/平方公里（2009年）。ISTAT代码为085008。